# 情感的禁區 (電影)
《情感的禁區》（英語：Washington Square）是一部1997年的美國電影，根據亨利·詹姆斯的小說《華盛頓廣場》改編。

## 外部連結
- 互联网电影数据库（IMDb）上《情感的禁區》的资料（英文）
- AllMovie上《情感的禁區》的资料（英文）
- 爛番茄上《情感的禁區》的資料（英文）
- 開眼電影網上《情感的禁區》的資料 （繁體中文）
- 香港外語電影資料網上《情感的禁區 （页面存档备份，存于）》的資料 （繁體中文）